# FN:s förvaltarskapsråd
Förenta nationernas förvaltarskapsråd eller Förvaltarskapsrådet (förkortas ofta TC av det engelska namnet Trusteeship Council) är ett av Förenta nationernas sex huvudorgan. Dess uppgifter, organisation och befogenheter regleras av FN-stadgans kapitel XIII. Rådet syftade till att hjälpa före detta kolonialt styrda stater i deras utveckling att bli självständiga stater. Numera är samtliga elva av de ursprungliga förvaltarskapsområdena självständiga stater, och rådet har i praktiken förlorat sin betydelse.

## Historia
Förvaltarskapsrådet bildades år 1945 i samband med FN:s grundande och fick status som ett av de sex huvudorganen. Rådets primära uppgift var att övervaka de koloniala territorier som ingick i FN:s förvaltarskapssystem, i huvudsak de forna NF-mandaten. Praktisk administration av dessa förvaltarskapsområden delegerades till kolonialmakterna men med uttryckt syfte att förbereda dem för självständighet i linje med FN:s med tiden allt kraftigare strävan efter avkolonisering. Kolonier utanför förvaltarskapssystemet berördes inte av rådets funktioner. Sedan 1 november 1994, en månad efter att Palau blev det sista territoriet att träda ur FN:s förvaltarskap, har rådets aktiviteter upphört.
Det har både föreslagits att ge rådet nya uppgifter liksom att helt avskaffa det, men sådana reformer skulle kräva att själva FN-stadgan ändras. Därför fortsätter rådet att formellt existera utan att ha någon egentlig funktion. Dess ordförande och vice ordförande väljs fortfarande för femåriga mandatperioder men sedan 1994 hålls inte längre några regelbundna sammanträden. På grund av medlemskapskriteriet är idag endast de fem permanenta medlemmarna i Säkerhetsrådet kvar som medlemmar i Förvaltarskapsrådet.

## Medlemskap
Medlemsstater i Förvaltarskapsrådet består enligt artikel 86 i FN-stadgan av tre kategorier:
1. Medlemsstater som administrerar förvaltarskapsområden.
2. Permanenta medlemmar i Säkerhetsrådet som inte administrerar förvaltarskapsområden.
3. Sådant antal övriga medlemsstater som behövs för att uppnå full jämvikt mellan administrerande och icke-administrerande medlemmar i rådet, valda på tre år av Generalförsamlingen.

## Förvaltarskapsområden vid olika tidpunkter

Förvaltarskap år 1945.
Förvaltarskap år 2000.